# Jean Schwob d'Héricourt
 (mars 2014).
Si vous disposez d'ouvrages ou d'articles de référence ou si vous connaissez des sites web de qualité traitant du thème abordé ici, merci de compléter l'article en donnant les références utiles à sa vérifiabilité et en les liant à la section « Notes et références ».
Jean Schwob d'Héricourt, né le 11 juillet 1900 à Lormont et mort à Boulogne-Billancourt le 23 janvier 1984, est un homme d'affaires français.

## Biographie
Fils de Georges Schwob d'Héricourt et d'Emma Esther Gradis, et petit-fils de Henri Gradis, il est élève au lycée Janson-de-Sailly, suit des études de lettres et de sciences, et devient ingénieur civil diplômé de l'École spéciale des travaux publics, du bâtiment et de l'industrie.
Il est secrétaire général adjoint de l'Exposition coloniale de Marseille de 1922, puis secrétaire général de la Délégation des colonies à l'Exposition des Arts décoratifs. Il est délégué  de  la  section  métropolitaine de l'Exposition coloniale internationale à Paris et commissaire adjoint pour les colonies  françaises  à l'Exposition universelle de 1935 à Bruxelles.
Aux côtés de Fernand Javal, Philippe Cruse, Henri Bandi de Nalèche et Bertolus, il est l'un des cinq principaux souscripteurs - et l'un des dix actionnaires - de la société fondée en 1937, avec un capital de 6 millions de francs, pour prendre le contrôle du Petit Journal afin d'en faire l'organe de presse du Parti social français (PSF) du colonel de La Rocque.
Lors de la Seconde Guerre mondiale, il passe en Espagne en 1942 et s'engage dans les Forces françaises libres (FFL) l'année suivante. Il rejoint le même réseau de résistance que Bertolus.
Après la guerre, il succède à son père, Georges Schwob d'Héricourt, à la Société française pour le commerce avec l'Outre-mer (SFCO) de la maison Gradis, aux Distilleries de l'Indochine et à la Compagnie agricole et sucrière de Nossi-Bé. Il est président-directeur général de la SFCO de 1956 à 1972.
Il est également administrateur des Sucreries et raffinerie Bouchon et Pajot, vice-président du Groupement national interprofessionnel de la betterave, de la canne et des industries productrices du sucre et d'alcool. 
Membre du conseil supérieur de la France d'outre-mer de 1936 à 1939, il était le président de l'Union coloniale française (UCL).

## Publications
- « La maison Gradis et ses chefs », Argenteuil, 1975